# Красный Октябрь (Кирсановский район)
Красный Октябрь  — посёлок в Кирсановском районе Тамбовской области России. Входит в состав Уваровщинского сельсовета.

## География
Посёлок находится в восточной части Тамбовской области, в лесостепной зоне, в пределах Окско-Донской равнины, на берегу реки Вороны, на расстоянии 8 километрах к северо-востоку от города Кирсанова, административного центра района.
Часовой пояс
Посёлок Красный Октябрь, как и вся Тамбовская область, находится в часовой зоне МСК (московское время). Смещение применяемого времени относительно UTC составляет +3:00.

## Население
| 2010 |
| ---- |
| 2    |

Национальный состав
Согласно результатам переписи 2002 года, в национальной структуре населения русские составляли 100 % из 5 чел.

## Улицы
Уличная сеть состоит из одной улицы - Энергетиков.